# 하고싶은말을해라
《하고싶은말을해라》(하말해)는 2020년부터 유튜브에서 방송되고 있는 힙합 유튜브 채널이다.

## 시즌1
2020년 2월 28일 첫 영상을 게시했다. 주로 일반인 래퍼(대학 동아리, 아마추어 래퍼)들의 퍼포먼스를 다양한 분야의 사람들(국악인, 대중음악평론가, 부모님!!) 에게 보여주고, 감상평을 주고 받는 형식의 컨텐츠를 초반에 전개하였다.

## 시즌1-1
2020년 4월부터는 컴페티션 형식으로 새로운 시리즈를 진행하였다. 댓글로 우승자를 결정하는 방식이었으며, 댓글들을 종합하여 새로운 곡을 만들기도하였다.

## 시즌2
2021년 3월 14일 참가자 모집 영상을 시작으로, 쿤디판다, 테이크원이 프로듀서로 참여, 슬리피가 MC를 맡아 컴페티션 형식으로 진행되었다.
쿤디판다 팀의 비트는 Jnk Food가 전 곡의 비트를, 테이크원 팀의 비트는 컨퀘스트와 하인애가 비트를 제작하였다.

코로나바이러스감염증-19로 인해 온택트 방식으로 1라운드를 진행하였으며, 각각 4인씩 팀원을 선발하여 2라운드 : 싸이퍼 미션을 진행하였다.
| 쿤디판다 팀 | 테이크원 팀  |
| ----------- | ------------ |
| 시월        | 영앤레클리스 |
| 희소한      | 한울         |
| 빅이스트    | 시온         |
| 오드럼프    | 빅스터프     |

싸이퍼 미션을 통해 쿤디판다 팀에서는 빅이스트, 오드럼프가 / 테이크원 팀에서는 영앤레클리스 시온이 세미파이널에 진출하였다.

세미파이널 결과, 쿤디판다 팀에서는 빅이스트 / 테이크원 팀에서는 시온이 결승에 진출, 파이널 무대에서는 각 팀의 프로듀서가 피쳐링으로 참여하여 무대를 꾸몄다. 

온라인 투표, 현장 방청객의 투표를 통하여 우승자를 결정하였으며 쿤디판다 팀의 빅이스트의 우승으로 시즌이 마무리되었다.

시즌 우승으로 빅이스트는 브랜드 스파이더, CHAANCE 를 전개하고 있는 브랜드유니버스의 스폰서십 계약과, 우승 음원 발매 기회를 얻게 되었다.

우승자 빅이스트의 우승곡 LOVEMEDIA (Feat. Khundi Panda) 가 2021년 7월 2일에 공식 발매되었다.

## 시즌3
2022년 2월 5일부터 시즌3를 시작하였다. 쿤디판다 와 JJK 가 진행하는 팟캐스트 형식으로 진행하며, 국내 힙합 씬의 다양한 주제와 논쟁거리를 다룬다.
KHA(한국힙합 어워즈) 수상 예측, 라임 논쟁 등 힙합씬에서 화제가 되는 주제를 실시간으로 이야기하고 있으며, 라임 논쟁 (하이퍼팝 관련 디스전)등의 주제를 심도있게 다루며 현역 힙합 뮤지션들에게 많은 샷아웃을 받고 있다.
허클베리 피, 손 심바 등 두 출연자들과 친밀한 뮤지션들이 적합한 주제에 맞게 게스트로 출연하고 있다.

### 에피소드 목록
| 업로드 날짜 | 제목 | 링크 |
| ----------- | --- | ---- |
| 2022. 2. 5  | EP.01 쿤디판다와 JJK가 분석하는 2022 국힙, 2022 한국힙합 어워즈🏆 예상 수상자                                                  |      |
| 2022. 2. 11 | EP.02 하이퍼팝 디스전을 계기로 "또" 시작된 라임 논쟁?!📒 힙합의 범위는 어디까지일까🎙                                           |      |
| 2022. 2. 18 | EP.03 💰랩 머니에 대해 파헤쳐보자! 1부 : 랩 레슨도 랩 머니일까?! JJK와 쿤디판다가 전해주는 랩 레슨 꿀팁! 🎓                    |      |
| 2022. 2. 25 | EP.04 레퍼런스는 표절일까 오마주일까?⚖ 쿤디판다와 JJK가 정해준다!!                                                             |      |
| 2022. 3. 4  | EP.05 💰랩 머니 2부 : 쿤디판다와 JJK가 풀어주는 한국힙합 공연/행사 썰!🎤                                                       |      |
| 2022. 3. 12 | EP.06 쿤디판다와 JJK가 추천하는 인생 힙합 컨텐츠📺(+ 시청자 댓글 의견 피드백)                                                  |      |
| 2022. 3. 19 | EP.07 대 기믹 시대! 쿤디판다와 JJK가 말하는 래퍼들의 기믹과 컨셉🎭                                                             |      |
| 2022. 3. 26 | EP.08 "아빠, 나는 커서 래퍼가 될래요!" 라고 말하는 아들이 생긴다면?! (이 영상을 부모님께 추천하시오)👨 👩 👧                   |      |
| 2022. 4. 2  | EP.09 OG와 G.O.A.T, 그리고 퇴물. 어디로 갈 것인가?! 쿤디판다와 JJK가 말하는 OG 논쟁!👊                                         |      |
| 2022. 4. 9  | EP.10 👊디스와 가사 수위, 어디까지 괜찮은 걸까? 특별 게스트 손심바와 함께하는 화상 대화!🔥                                     |      |
| 2022. 4. 16 | EP.11 💸쇼미더머니만이 유일한 성공의 길일까?! 경연프로그램과 경연에 임하는 태도에 대하여 이야기해보자!🥊 (게스트 : Sycho)      |      |
| 2022. 4. 23 | EP.12 🗣래퍼 록스펑크맨이 하고싶은 말을 가지고 찾아왔다! 인디 뮤지션의 자생방식에 대한 DEEP TALK🎙                               |      |
| 2022. 4. 30 | EP.13 ⚪이세돌 싸이퍼⚫, 그게 뭔데?! 힙합 팬들은 왜 분노한걸까? 뉴 미디어 발 랩 컨텐츠와 그에 대한 논란에 대해 이야기해보자!📺 |      |
| 2022. 5. 7  | EP.14 🚨범죄를 저지른 래퍼의 음악을 들어도 되는걸까?! 도덕성과 커리어 그 사이에 대해 이야기해보자!👨 ⚖                         |      |
| 2022. 5. 14 | EP.15 🎫LP, 공연 매진이 10초컷?! 힙합씬에서도 만연해진 리셀 현상, 래퍼들의 생각은 어떨까?💰 (게스트 : 허클베리피)              |      |
| 2022. 5. 21 | EP.16 👦👧화제의 "래퍼 지망생 오빠를 둔 여동생"글을 통하여 보는 래퍼에 대한 부정적인 시선과 사례에 대해 알아보자!🖼             |      |
| 2022. 5. 28 | EP.17 🔫대세는 드릴(Drill)!! 힙합씬 새로운 유행 드릴에 대해 이야기해보자 (GUEST : NSW yoon)                                    |      |
| 2022. 6. 4  | EP.18 🎮국힙 게임 체인져는 누구?! 끊임없이 거론되는 게임체인저 논쟁에 대해 이야기해보자!🕹                                      |      |
| 2022. 6. 11 | EP.19 📺"요즘 한국힙합 재미없다", 맞는 말일까?! 국힙 유잼/관전포인트에 대해 이야기해보자!🔎                                    |      |

## 주요 참가자

### 시즌1
- Top16 : 계다영, ZIDA-B, 로보베르디, C.Swag, 광어, Lilfree X Silent.k X Melabbev, Rufus, 박희준, GOZNO, Blew.d & Blag, BILL GET$$, 비행소년, 문태일, Moodkid, OTWO, 지원持源

### 시즌2
| 순위  | 이름                      | 본명   | 소속사     | 소속그룹 |
| ----- | ------------------------- | ------ | ---------- | -------- |
| 1위   | 빅이스트                  | 공석인 | 루미넌트   |          |
| 2위   | 시온                      | 백시온 |            |          |
| Top4  | 오드럼프                  | 손기훈 |            | HASHTAG  |
| Top4  | 영앤레클리스              | 김석영 |            |          |
| Top8  | Lil 9ap, 前에어플레인보이 | 이한울 | GB         |          |
| Top8  | 빅 스터프                 |        |            | WOC      |
| Top8  | 시월                      | 김윤혁 | bllantail  |          |
| Top8  | 희소한                    | 한소희 | 올어라운드 | GTM      |
| Top20 | 영창                      |        |            |          |
| Top20 | 이리오                    |        |            |          |
| Top20 | 골드마인                  |        |            |          |
| Top20 | 예나                      | 강상협 |            |          |
| Top20 | 세잔                      |        |            |          |
| Top20 | 차일드라이크              | 권민성 | KPC        |          |
| Top20 | 모도                      | 정우진 | KPC        |          |
| Top20 |                           | 박재완 |            |          |
| Top20 |                           | 민동찬 |            |          |
| Top20 | 사스콰치                  |        | 璧上少年   |          |
| Top20 | 데일리 웨이브             |        | P.B.C      |          |
| Top20 | 포레스트                  | 박하목 |            |          |

### 시즌 3
- 쿤디판다
- JJK
- 허클베리 피 (15회 게스트)
- 손심바 (10회 게스트)
- 싸이코
- 록스 펑크맨 (12회 게스트)
- NSW yoon (17회 게스트)